# روبن مورادیان (هنرمند بالت)
روبن آرتاوازدی مورادیان (ارمنی: Ռուբեն Արտավազդի Մուրադյան؛ زادهٔ ۱۴ آوریل ۱۹۸۹) رقصنده باله اهل ارمنستان است.

## زندگی‌نامه
وی در ۱۴ آوریل ۱۹۸۹ در آپاگا، شهرستان اجمیادزین به دنیا آمد و از آکادمی دولتی هنرهای زیبای ارمنستان فارغ‌التحصیل گشت. وی برنده جوایزی همچون مدال موسس خورناتسی و هنرمند افتخاری جمهوری ارمنستان است.